# Espasa de Vilardell
L'espasa de Vilardell és una de les espases de virtut o folklòriques més famoses de Catalunya, tal com reflecteix Martí de Riquer al seu llibre Llegendes històriques catalanes. És potser la llegenda més potent i més ben girada de l'imaginari català, equivalent a la famosa espada Excàlibur de la llegenda del Rei Artús.

## Mencions històriques
Tot i que la llegenda del drac de Vilardell té uns orígens molt més antics, procedents de la tradició oral, la primera notícia escrita que confirma la seva existència data del segle XIV: segons les fonts, l'espasa real és l'«Espasa Vilardella» que es conserva al Musée de l'Armée a París, segons altres fonts es tracta de l'espasa dita «Tisó» al Museu de l'exèrcit de Toledo. Aquesta espasa té una història gloriosa deguda al mite que faria invencible el seu posseïdor i està vinculada a la dinastia comtal catalana. La primera menció històrica de l'espasa, és en una sentència de Jaume I, l'any 1274, sobre un duel que havia tingut poc abans entre Bernat de Centelles i Bernat de Cabrera. Tot i que havia vençut el primer, Arnau de Cabrera, va demanar que fos anul·lat amb l'argument que Bernat de Centelles havia fet servir l'espasa de Vilardell, que entre altres moltes virtuts té la d'impedir que fos vençut el que la portava en el combat. El rei va donar la raó als Cabrera basant-se que s'havia fet servir una arma de virtut segons el princip jurídic Nullus sucumbere vel superari possit qui illum in bello detulerit. Hi ha qui fins i tot la relaciona amb el llegendari Otger Cataló, que l'hauria transmès a Guifré el Pilós i als seus descendents, fins a Jaume II el Dissortat. Segons una seva carta hauria posseït cinc espases màgiques més, el Sancti Martini, el Tisó, el Triveta i el Clareta. També és una de les cinc que s'esmenta al testament de Pere el Cerimoniós, a part de Tisó, datat del 14 de maig de 1370. Posteriorment també la va esmentar Francesc Eiximenis en el seu llibre "Dotze del Chrestia" (1385-1386). Es tracta d'una referència, molt sintètica, en la qual ens parla d'una "gran serp" morta a mans d'un "famós cavaller". El fet que no s'estengui més en les explicacions fa pensar que era una llegenda prou popular i ben sabuda.
La Vilardella de Sant Martí figura al catàleg de l'armeria dels Comtes de Barcelona, i està documentat que participà en diverses batalles i conquestes a l'època medieval. La primera versió escrita extensiva és força tardiva del 1596.
L'infant Pere, fill de Jaume el Conqueridor i conegut posteriorment com a Pere el Gran, feia temps que volia l'espasa. Va ofrir fins i tot per a ella quatre sous barcelonins sense que el propietari la volgués vendre; posteriorment és possible que la va aconseguir ja quatre mesos després de la seva mort, el seu fill Alfons el Benigne, pagava a Berenguer de Vilardell els dos mil trenta sous barcelonins que encara faltaven per pagar l'espasa. Regnant Jaume el Just el seu fill futur Alfons el Magnànim, l'empunyava en la victòria a la batalla de Lucocisterna.
| « | "E no guardant la batalla, qui era tan gran, car ja eren morts dels enemichs més de ·ccc· hòmens a cavall, tornà a la batalla, e altra vegada ferí lo dit senyor infant, primer e davant tots, e mès-se tant enmig dels enemichs que nengú dels seus no li podien acórrer; e ell, axí com a leó e a bon cavaller, aprés que hac trencada una lança que portave, no guardant que·ls enemichs lo tenien enmig, qui eren molts e·l ferien d'espases, car solament en la gorgera havia ·xix· colps d'espasa, e l'havien derrocat del cavall arrera e la sua senyera jahia en terra als seus peus, mès mans a la sua spa, qui ha nom Vilardella, e, encontinent, los enemichs se venceren e començaren a fugir." | » |

## Llegenda segons Soler de Vilardell (versió de 1596)
Existeix la llegenda de Soler de Vilardell relacionada amb l'espasa en qüestió, a Sant Celoni (Vallès Oriental) a la qual s'explica que a prop de Sant Celoni, concretament a La Roca del Drac, hi vivia un drac que tenia espantada la gent de la comarca, i els viatgers que passaven pel camí reial de Barcelona a Girona, tot resseguint la Tordera entre el Montseny i el Montnegre (Sant Celoni). Un dia, sant Martí, amb aparença d'un pobre que demanava caritat, va anar al Castell de Vilardell, que estava a la part baixa dels boscos del Massís del Montnegre. Quan en Soler, el cavaller i senyor de Vilardell, va sortir amb el pa i l'almoina, ja no hi havia ningú, però es va trobar una espasa com no n'havia vist mai cap. La va provar amb un roure monumental i amb una roca, i els va partir sense cap esforç, llavors va encomanar-se a Déu i va decidir que mataria el drac. De bon matí, es va guarnir la seva millor armadura, va protegir el seu cavall i va empunyar l'espasa de virtut.
Acompanyat d'amics i fidels va anar a cercar el drac al seu cau. El drac amenaçador va sortir llançat contra la seva pròpia imatge reflectida a l'escut, moment que va aprofitar en Soler de Vilardell per travessar la seva gruixuda pell amb l'espasa. Va alçar el braç victoriós tot clamant davant del poble que l'observava:
| « | Braç de virtut, espasa de cavaller, has mig partit la roca i el drac, també. | » |

En aquell moment d'emocions es va equivocar al recitar el conjur màgic que era:
| « | Espasa de virtut, braç de cavaller, has mig partit la roca i el drac, també. | » |

Va donar més importància al braç que a l'espasa de virtut, per això, l'espasa el desprotegí, i quan la sang regalimant li tocà la pell, l'emmetzinà i caigué mort.